# 孟僖子
孟僖子（？—前518年），姬姓，魯国孟孙氏第8代宗主，名貜，世稱仲孙貜，谥號僖，是孟孝伯的儿子。與泉丘人之女生孟懿子和南宮敬叔。
他出使齊國、楚國，討伐莒國，和邾國國君會盟，勤学周礼。魯昭公二十四年（前518年），孟僖子臨終之前，讓孟懿子、南宮敬叔都要將孔子作為老師。二月丙戌，仲孙貜去世。

## 家庭
- 妾：泉丘人之女、其僚，鲁昭公十一年（前531年）僖子让他们住在自己的别邑薳氏作妾
- 子：孟懿子、南宮敬叔，泉丘人之女所生